# Потоцкий, Пётр Ян
Пётр Ян Потоцкий  (1679—1726) — государственный деятель Речи Посполитой, каштелян белзский (с 1720 года), воевода черниговский (1724—1726), староста черкасский, тишовецкий и мостовский.
Представитель примасовской линии польского магнатского рода Потоцких герба «Пилява». 

## Биография
Сын каштеляна каменецкого Павла Потоцкого (ум. 1674) от второго брака с Еленой Петровной Салтыковой.
В 1720 году Пётр Ян Потоцкий получил должность каштеляна белзского, а в 1724 году был назначен воеводой черниговским.
Был дважды женат. Его первой супругой стала Людвика Домбская, от брака с которой имел четырех дочерей: Элеонору, Терезу, Марианну и Эльжбету. Вторично женился на Катаржине Ходоровской, от брака с которой оставил двух дочерей и сына: Магдалену, Яну и Теодора.